# Алтдорф (Палатинат)
Алтдорф (њем. Altdorf) општина је у њемачкој савезној држави Рајна-Палатинат. Једно је од 74 општинска средишта округа Зидлихе Вајнштрасе. Према процјени из 2010. у општини је живјело 743 становника. Посједује регионалну шифру (AGS) 7337002.

## Географија
Алтдорф се налази у савезној држави Рајна-Палатинат у округу Зидлихе Вајнштрасе. Општина се налази на надморској висини од 122 метра. Површина општине износи 6,4 km².

## Становништво
У самом мјесту је, према процјени из 2010. године, живјело 743 становника. Просјечна густина становништва износи 117 становника/km².